# Куницева акула оманська
Куницева акула оманська (Iago omanensis) — акула з рід Яґо родини Куницеві акули. Інша назва «великоока куницева акула».

## Опис
Загальна довжина досягає 58 см, середній розмір становить 30-37 см. Голова довга. Морда відносно вузька. Очі великі, овальні, з мигальною перетинкою. За ними розташовані невеличкі бризкальця. Під очима є щічні горбики. Губні борозни виражені. Рот невеликий, дугоподібний. Зуби невеличкі, з притупленими верхівками. У неї 5 пар коротких зябрових щілин. Зяброва область широка. Тулуб стрункий. Грудні плавці широкі. Має 2 відносно невеличких спинних плавця, з яких передній більше за задній. Передній спинний плавець починається навпроти середини грудних плавців. Задній плавець починається попереду анального плавця і закінчується навпроти кінця анального плавця. Черевні плавці маленькі. Анальний плавець менше за задній спинний плавець. Хвостовий плавець вузький, гетероцеркальний з характерним «вимпелом» на верхній лопаті.
Забарвлення сіро-коричневе або коричневе. Черево світліше за спину та боки. Кінчики та крайки плавців темніше за загальний фон.

## Спосіб життя
Тримається на глибинах від 110 до 2200 м, континентальному шельфі. Полює біля дна, є бентофагом. Живиться костистою рибою, черевоногими та двостулковими молюсками, глибоководними кальмарами, невеличкими восьминогами, раками-богомолами, личинками креветок, водоростями.
Це живородна акула. Самиця народжує до 10 акуленят завдовжки 17 см.
М'ясо їстівне, ловиться місцевими рибалками. Внаслідок невеличкого розміру та глибоководного способу життя не є об'єктом промислового вилову.
Загрози для людини не становить.

## Розповсюдження
Мешкає в Червоному та Аравійському морі (уздовж узбережжя Аравійського півострова, Пакистану та західного берегу Індії).